# Diskografie Zucchera
Toto je úplný seznam vydaných nahrávek – diskografie zpěváka Zucchera. Dosud vydal dvacet jedna hudebních alb, devatenáct singlů a jedno DVD u vydavatelství Polydor/Universal Music Group.

## Hudební alba
| Rok  | Název alba                                            | Pořadí v oficiální hitparádě | Pořadí v oficiální hitparádě | Pořadí v oficiální hitparádě | Pořadí v oficiální hitparádě | Pořadí v oficiální hitparádě | Pořadí v oficiální hitparádě | Pořadí v oficiální hitparádě | Pořadí v oficiální hitparádě | Pořadí v oficiální hitparádě | Pořadí v oficiální hitparádě |
| Rok  | Název alba                                            | ITA                          | SWI                          | AUT                          | GER                          | FRA                          | NED                          | BEL                          | POR                          | SWE                          | USA                          |
| ---- | ----------------------------------------------------- | ---------------------------- | ---------------------------- | ---------------------------- | ---------------------------- | ---------------------------- | ---------------------------- | ---------------------------- | ---------------------------- | ---------------------------- | ---------------------------- |
| 1983 | Un po' di Zucchero                                    | —                            | —                            | —                            | —                            | —                            | —                            | —                            | —                            | —                            | —                            |
| 1985 | Zucchero and the Randy Jackson Band                   | —                            | —                            | —                            | —                            | —                            | —                            | —                            | —                            | —                            | —                            |
| 1986 | Rispetto                                              | 7                            | —                            | —                            | —                            | —                            | —                            | —                            | —                            | —                            | —                            |
| 1986 | Blue's                                                | 1                            | 18                           | —                            | —                            | —                            | —                            | —                            | —                            | —                            | —                            |
| 1987 | Snack Bar Budapest                                    | —                            | —                            | —                            | —                            | —                            | —                            | —                            | —                            | —                            | —                            |
| 1989 | Oro incenso e birra                                   | 1                            | 1                            | —                            | —                            | —                            | —                            | —                            | —                            | 50                           | —                            |
| 1990 | Zucchero sings his hits in English                    | —                            | —                            | —                            | —                            | —                            | —                            | —                            | —                            | —                            | —                            |
| 1991 | Zucchero                                              | —                            | 7                            | —                            | —                            | —                            | —                            | —                            | —                            | 20                           | —                            |
| 1991 | Zucchero Live at the Kremlin                          | 6                            | 28                           | —                            | —                            | —                            | —                            | —                            | —                            | —                            | —                            |
| 1992 | Miserere                                              | 1                            | 9                            | 8                            | —                            | —                            | —                            | —                            | —                            | —                            | —                            |
| 1994 | Diamante                                              | —                            | —                            | —                            | —                            | —                            | —                            | —                            | —                            | —                            | —                            |
| 1995 | Spirito DiVino                                        | 1                            | 3                            | —                            | 17                           | 4                            | 29                           | 14                           | —                            | —                            | —                            |
| 1997 | The best of Zucchero Sugar Fornaciari's greatest hits | 1                            | 2                            | 7                            | 10                           | —                            | 15                           | 4                            | —                            | 53                           | —                            |
| 1998 | Bluesugar                                             | 1                            | 14                           | —                            | 72                           | 46                           | —                            | —                            | —                            | —                            | —                            |
| 1999 | Overdose d'amore the ballads                          | —                            | —                            | —                            | —                            | —                            | —                            | —                            | —                            | —                            | —                            |
| 1999 | Bluesugar & Whitechristmas                            | —                            | —                            | —                            | —                            | —                            | —                            | —                            | —                            | —                            | —                            |
| 2001 | Shake                                                 | 1                            | 1                            | 16                           | 25                           | 40                           | 67                           | 22                           | —                            | —                            | —                            |
| 2004 | Zu & Co.                                              | 1                            | 1                            | 1                            | 4                            | 11                           | 14                           | 1                            | 22                           | —                            | 82                           |
| 2006 | Fly                                                   | 1                            | 2                            | 3                            | 23                           | 68                           | 29                           | 40                           | —                            | —                            | —                            |
| 2007 | All The Best                                          | 1                            | 2                            | 6                            | 16                           | —                            | 64                           | 50                           | —                            | —                            | —                            |
| 2008 | Live in Italy                                         | 7                            | 91                           | 31                           | —                            | —                            | —                            | —                            | —                            | —                            | —                            |

## Singly
| Rok  | Název singlu                                                 | Pořadí v oficiální hitparádě | Pořadí v oficiální hitparádě | Pořadí v oficiální hitparádě | Pořadí v oficiální hitparádě | Pořadí v oficiální hitparádě | Pořadí v oficiální hitparádě | Pořadí v oficiální hitparádě | Pořadí v oficiální hitparádě | Pořadí v oficiální hitparádě | Pořadí v oficiální hitparádě | Pořadí v oficiální hitparádě |
| Rok  | Název singlu                                                 | ITA                          | SWI                          | FRA                          | NED                          | BEL                          | AUT                          | UK                           | GER                          | SWE                          | NOR                          | AUS                          |
| ---- | ------------------------------------------------------------ | ---------------------------- | ---------------------------- | ---------------------------- | ---------------------------- | ---------------------------- | ---------------------------- | ---------------------------- | ---------------------------- | ---------------------------- | ---------------------------- | ---------------------------- |
| 1989 | Diavolo in Me                                                | 14                           | -                            | 39                           | -                            | -                            | -                            | -                            | -                            | -                            | -                            | -                            |
| 1991 | Senza una donna (feat. Paul Young)                           | 1                            | 2                            | 2                            | 2                            | 1                            | 8                            | 4                            | 2                            | 1                            | 1                            | 42                           |
| 1991 | Diamante (feat. Randy Crawfordová)                           | -                            | 11                           | 39                           | 18                           | -                            | -                            | 44                           | 20                           | -                            | -                            | -                            |
| 1992 | Miserere (feat. Luciano Pavarotti)                           | 2                            | 22                           | 37                           | 41                           | -                            | -                            | 15                           | -                            | -                            | -                            | -                            |
| 1995 | Così Celeste                                                 | -                            | -                            | -                            | 73                           | 36                           | -                            | -                            | -                            | -                            | -                            | -                            |
| 1995 | My Love                                                      | -                            | 20                           | -                            | -                            | -                            | -                            | -                            | 23                           | -                            | -                            | -                            |
| -    | Il Volo                                                      | -                            | -                            | 2                            | 17                           | -                            | -                            | -                            | -                            | -                            | -                            | -                            |
| 1998 | Blu/Blue                                                     | -                            | 35                           | 70                           | 10                           | -                            | -                            | -                            | -                            | -                            | -                            | -                            |
| 2001 | Baila                                                        | 1                            | 3                            | 1                            | 90                           | 3                            | -                            | -                            | 97                           | -                            | -                            | -                            |
| 2001 | Ahum                                                         | 20                           | 72                           | -                            | -                            | -                            | -                            | -                            | -                            | -                            | -                            | -                            |
| 2003 | World (feat. Anggun)                                         | -                            | 37                           | -                            | -                            | -                            | -                            | -                            | -                            | -                            | -                            | -                            |
| 2004 | Il Grande Baboomba                                           | 8                            | 16                           | -                            | -                            | -                            | -                            | -                            | -                            | -                            | -                            | -                            |
| 2004 | Everybody's Got To Learn Sometime (feat. Vanessa Carltonová) | -                            | -                            | 39                           | 90                           | -                            | 56                           | -                            | -                            | -                            | -                            | -                            |
| 2006 | Bacco Per Bacco                                              | -                            | 32                           | -                            | -                            | -                            | -                            | -                            | -                            | -                            | -                            | -                            |
| 2006 | Occhi (Flying away)                                          | -                            | 56                           | -                            | -                            | -                            | -                            | -                            | 60                           | -                            | -                            | -                            |
| 2007 | Wonderful Life                                               | 4                            | -                            | -                            | -                            | -                            | -                            | -                            | -                            | -                            | -                            | -                            |
| 2008 | Amen                                                         | 3                            | -                            | -                            | -                            | -                            | -                            | -                            | -                            | -                            | -                            | -                            |
| 2008 | I Won't Let You Down/Tutti i colori della mia vita           | 7                            | -                            | -                            | -                            | -                            | -                            | -                            | -                            | -                            | -                            | -                            |
| 2008 | Una Carezza                                                  | 4                            | -                            | -                            | -                            | -                            | -                            | -                            | -                            | -                            | -                            | -                            |

## DVD
| Rok  | Název DVD                                                                                             |
| ---- | --- |
| 2008 | Live in Italy - Vydáno: listopad 2008 - Sada 2 CD a 2 DVD s vystoupeními ve Veroně 2007 a Miláně 2008 |